# Squier Stratocaster
La Squier Stratocaster è una chitarra elettrica prodotta da Squier, marchio sotto proprietà della Fender. Essendo una chitarra a basso costo ma con buon rapporto qualità/prezzo, come tutti i prodotti Squier, è molto popolare tra i chitarristi principianti.

## Origini
Dopo la decisione da parte di Fender di spostare la produzione Squier dalle corde per chitarra alle chitarre elettriche, la Squier Stratocaster fu una delle prime a essere prodotte da Squier poiché l'originale Fender Stratocaster è la chitarra più apprezzata di tutte le serie dell'omonima azienda. Originariamente sulla paletta c'era il nome Fender scritto in grande, con in basso il nome Squier series scritto più piccolo. A partire dagli anni '60 i due nomi si invertirono, Squier in grande e Fender in piccolo.
A metà degli anni '80 la produzione giapponese delle Squier Stratocaster avveniva presso Fuji String Instrument Production Corporation (aperta nel 1960 e dal 1962 dedicata alla produzione di chitarre elettriche, oltre che per Fender, anche per Ibanez, Epiphone e Yamaha), una fabbrica con un'ottima reputazione dovuta all'eccellente qualità delle produzioni ed all'abilità dei suoi artigiani.
Le chitarre Squier Stratocaster della Fuji-Gen Plant venivano vendute sul mercato estero etichettate con il marchio Squier, mentre con il marchio Fender Stratocaster nel mercato interno giapponese.

## Caratteristiche Tecniche
Le Squier Stratocaster standard vengono prodotte in industrie situate in Giappone, Indonesia o in Cina. Per la produzione, la Squier usa di solito legni facilmente reperibili in quei luoghi come l'agathis e il Tiglio. Inoltre usano hardware metallico stampato e parti multiple di legno per evitare sprechi e ridurre i costi. Molto spesso i legni utilizzati vengono asciugati in particolari forni, invece che essere lasciati a stagionare naturalmente; il processo di stagionatura naturale è un modo per assicurare un prodotto migliore, e quindi con conseguente suono migliore.

## Modelli Unici
Mentre le Squier Stratocaster erano principalmente delle versioni a basso costo delle Fender Stratocaster, alcuni modelli sono unici del marchio Squier:
- Hello Kitty Stratocaster
- OBEY Graphic Stratocaster